# Pannaria ignobilis
Pannaria ignobilis är en lavart som beskrevs av Anzi. Pannaria ignobilis ingår i släktet Pannaria och familjen Pannariaceae.   Inga underarter finns listade i Catalogue of Life.